# Andriy Nesmachnyi
Andriy Mykolayovych Nesmachnyi (em ucraniano: Андрій Миколайович Несмачний)  (Briansk, 28 de fevereiro de 1979) é um ex-futebolista ucraniano que atuava como lateral-esquerdo.
Nos tempos de União Soviética, seu nome fora russificado para Andrey Nikolayevich Nesmachnyy (Андрей Николаевич Несмачный).

## Carreira
Nesmachnyi começou a jogar futebol aos quatorze anos de idade, na Escola de Desportos Olímpicos de Simferopol, na Crimeia, ingressando nas categorias de base do Tavriya, o principal clube de futebol da cidade. Três anos depois, chegou ao Dínamo de Kiev, onde jogou toda sua carreira profissional, iniciada em 1997, no Dínamo-3. No mesmo ano, foi integrado ao elenco principal pelo lendário treinador Valeriy Lobanovskiy. Defendeu ainda o Dínamo-2 até 2004, quando se firmou como titular.
Em 2007, Nesmachnyi foi alvo de uma possível transferência para o Blackburn Rovers. Mark Hughes, então treinador da equipe inglesa, confirmou o seu interesse no lateral-esquerdo, dizendo que ele tinha "uma grande experiência internacional". No entanto, o jogador recusou a proposta do Blackburn e permaneceria no Dínamo até sua aposentadoria, em 2011.

## Carreira pela seleção
Seu primeiro jogo pela seleção principal da Ucrânia foi em abril de 2000, em uma vitória por 1–0 sobre a Bulgária. Depois disso, participou das campanhas mal-sucedidas nas eliminatórias para o Mundial de 2002 (quando perdeu a vaga na repescagem para a Alemanha) e para a Eurocopa de 2004.
No Mundial da Alemanha, o lateral foi titular absoluto da seleção e comandou a defesa da equipe, que terminaria sendo eliminada após perder de 3–0 da futura campeã Itália. Nesmachniy chegou a anunciar sua aposentadoria internacional em 2007, porém voltou atrás na decisão e jogou ainda as eliminatórias da Eurocopa de 2008, onde a Ucrânia não conseguiu a vaga. O último jogo do lateral foi contra a Eslováquia, em fevereiro de 2009. No total, foram 69 partidas realizadas.